# DFF Länderkette
2-я программа (2. Programm) — общегосударственная, информационная и художественная телепрограмма, вещание по которой велось Телевидением ГДР в 1969—1990 гг. 15 декабря 1990 года вместо неё по её же каналам Телевидение ГДР стало передавать телепрограмму «ДФФ Лендеркетте», включавшую в себя новости, информационную программу «Шпетжурналь» и художественно-публицистические телепередачи, в ночь с 31 декабря 1991 на 1 января 1992 года передача её была прекращена, через её каналы в землях Бранденбург и Берлин государственной телестанцией «Восточно-Германское радио Бранденбурга» стала передаваться программа «ОРБ Фернзеен», в землях Саксония-Анхальт, Тюрингия и Саксония государственная телестанция «Центрально-Германское радио» — программу «МДР Фернзеен», в земле Мекленбург-Передняя Померания стала ретранслироваться совместная программа государственных телестанций «Северно-Германское радио», «Радио Свободного Берлина» и «Радио Бремена» «Норд 3».

## История
Вещание Телевидения ГДР по 2-й программе ведётся с 1969 года телевидение ГДР, которая стала приниматься на дециметровых волнах по системе «SECAM», передачи по ней шли изначально с 18.45 до 22.30, из информационных программ включала в себя синхрон Актуальной Камеры по Первой программе и ночной выпуск новостей перед окончанием эфира зачитывавшиеся межпрограммным диктором. К 1978 году 2-я программа стала вещать с 17.45, были добавлены ещё одни последние известия после начала эфира и в 18.55, был добавлен повтор «Актуальной камеры» по 2-й программе в 21.00, к 1983 году на 2-й программе были введены образовательные программы, был добавлен утренний эфир с 08.25 до 13.30. В 1989 году  повторы «Актуальной камеры» были отменены, вместо них по второй программе стала идти по будням с 22.00 до 22.15 информационно-аналитическая программа «АК Цво» («AK Zwo»). 15 декабря в 19:58  за 2-й программой было закреплено название «ДФФ Лендеркетте» (DFF Länderkette), которая стала передаваться без дневных перерывов по системе «ПАЛ», «АК ам Абенд» и «АК Нахрихтен» были заменены информационной программой «ДФФ Актуэлль» (DFF Aktuell), «АК Цво» — «Шпетжурналь» (Spatjournal). В ночь с 31 декабря 1991 года на 1 января 1992 года Телевидение ГДР прекратила вещание, на частотах по которым транслировалась «ДФФ Лендерекетте» в Бранденбурге стала транслироваться телепрограмма «ORB Fernsehen», в Мекленбурге — «NDR Fernsehen», в Саксонии, Саксонии-Анхальт и Тюрингии — «MDR Fernsehen».

## Передачи

### Информационные
- (1969-1989)
  - Актуальная камера (Aktuelle Kamera) — главный выпуск новостей Телевидения ГДР по 2-й программе в 21.30-22.00[4] (до 1978 года в 19.30-20.00);
  - Новости в 17.45-17.50[5] [6], 18.55-19.00[7][8][9] и перед окончанием передач;
- (30 октября 1989 — 15 декаября 1990 года)
  - «АК Цво» (AK Zwo)[10] — главный выпуск новостей Телевидения ГДР по 2-й программе в 22.00-22.15, включал в себя репортажи, комментарии и прогноз погоды;
  - Выпуски новостей в 16.55-17.00 («5 фор 5» («5 vor 5»)), 18.53-19.00 («7 фор 7» («7 vor 7»)), 19.52-20.00 («8 фор 8» («8 vor 8»))[11];
- (с 15 декабря 1990 года до 31 декабря 1991 года)
  - Новости (Aktuell)[12] — выпуски новостей в 12.50-13.00, 17.00-17.05 и 19.30-20.00
  - «Шпэт-Журналь» («Spätjournal») — выпуски новостей в 22.00-22.15, включал в себя репортажи, бюллетени новостей (велись отдельным диктором), комментарии, прогноз погоды

### Прочие
- «Зисте бай унс им 2.» (Siehste bei uns im 2.) — анонс передач 2-й программы в 17.40-17.45, позднее в 17.30-17.35;
- «Медицин нах нотен» (Medizin nacht noten) — ежедневная гимнастика в 17.35-17.40;
- «Унзер Зендменшен» (Unser Sandmännchen) — ежедневная детская телепередача в 17.50-18.00;
- Прогноз погоды — после окончания выпуска Актуальной камеры;

## Частоты
- Округа Берлин, Потсдам и Франкфурт — UHF 27
- Округ Котбус — UHF 23
- Округ Нойбраденбург — UHF 22
- Округ Шверин — UHF 29
- Округ Росток — UHF 24
- Округ Магдебург — UHF 31
- Округ Галле — UHF 34
- Округа Эрфурт и Зуль — UHF 31
- Округ Гера — UHF 33
- Округ Карл-Маркс-Штадт — UHF 32
- Округ Лейпциг — UHF 22
- Округ Дрезден — UHF 29
- Баутцен — UHF 39

## Ведущие
- Зильвия Акштайнер
- Эльке Биттерхоф
- Бодо Фройдль
- Андреа Хорн
- Инес Крюгер
- Тома Херман
- Марион Аккерман